# اودوگاما
اودوگاما (به لاتین: Udugama) یک منطقهٔ مسکونی در سری‌لانکا است که در استان مرکزی (سری‌لانکا) واقع شده‌است.